# Maia Challenger 2024
Il Maia Challenger 2024 è stato un torneo maschile di tennis professionistico. È stata l'11ª edizione del torneo, facente parte della categoria Challenger 100 nell'ambito dell'ATP Challenger Tour 2024, con un montepremi di 121 000 €. Si è giocato dal 25 novembre al 1° dicembre 2024 sui campi in terra rossa indoor del Complexo de Ténis da Maia di Maia, in Portogallo.

## Partecipanti

### Teste di serie
| Nazionalità          | Giocatore            | Ranking* | Testa di serie |
| -------------------- | -------------------- | -------- | -------------- |
| Italia               | Fabio Fognini        | 84       | 1              |
| Argentina            | Federico Coria       | 99       | 2              |
| Bosnia ed Erzegovina | Damir Džumhur        | 106      | 3              |
| Italia               | Francesco Passaro    | 114      | 4              |
| Spagna               | Albert Ramos Viñolas | 151      | 5              |
| Danimarca            | Elmer Møller         | 153      | 6              |
| Spagna               | Alejandro Moro Cañas | 167      | 7              |
| Portogallo           | Henrique Rocha       | 168      | 8              |

* Ranking al 18 novembre 2024.

### Altri partecipanti
I seguenti giocatori hanno ricevuto una wild card per il tabellone principale:
- Pedro Araújo
- Frederico Ferreira Silva
- Francisco Rocha

Il seguente giocatore è entrato in tabellone con il ranking protetto:
- Kimmer Coppejans

I seguenti giocatori sono entrati in tabellone come alternate:
- Gabriel Debru
- Ivan Gakhov
- Francesco Maestrelli
- Daniel Mérida
- Jelle Sels

I seguenti giocatori sono passati dalle qualificazioni:
- Andrej Martin
- Oleksandr Ovcharenko
- Ryan Nijboer
- Nikolás Sánchez Izquierdo
- Àlex Martí Pujolràs
- Nicolás Álvarez Varona

I seguenti giocatori sono entrati in tabellone come lucky loser:
- Vilius Gaubas
- Anton Matusevich

## Punti e montepremi
| Torneo    | Torneo              | V      | F     | SF    | QF    | 2T    | 1T    | Q | Q2  | Q1  |
| Singolare | Punti               | 100    | 50    | 25    | 14    | 7     | 0     | 4 | 2   | 0   |
| Singolare | Premi in denaro (€) | 16 020 | 9 415 | 5 555 | 3 240 | 1 900 | 1 160 | – | 580 | 290 |
| Doppio    | Punti               | 100    | 50    | 25    | 14    | –     | 0     | – | –   | –   |
| Doppio    | Premi in denaro (€) | 6 845  | 4 050 | 2 400 | 1 420 | –     | 800   | – | –   | –   |

## Campioni

### Singolare
Damir Džumhur ha sconfitto in finale  Francesco Passaro con il punteggio di 6–3, 6–4.

### Doppio
Théo Arribagé /  Francisco Cabral hanno sconfitto in finale  Kimmer Coppejans /  Sergio Martos Gornés con il punteggio di 6–1, 3–6, [10–5].